# Huddersfield Town Association Football Club 2021-2022
Questa voce raccoglie le informazioni riguardanti lo Huddersfield Town Association Football Club nelle competizioni ufficiali della stagione 2021-2022.

## Maglie e sponsor
| Casa | Trasferta | Terza divisa |

Sponsor ufficiale: Utilita
Fornitore tecnico: Umbro

## Rosa
| N. |                        | Ruolo | Calciatore               |
| -- | ---------------------- | ----- | ------------------------ |
| 2  | Spagna (bandiera)      | D     | Pipa                     |
| 3  | Giappone (bandiera)    | D     | Yūta Nakayama            |
| 4  | Inghilterra (bandiera) | D     | Matty Pearson            |
| 5  | Spagna (bandiera)      | C     | Álex Vallejo             |
| 6  | Inghilterra (bandiera) | C     | Jonathan Hogg (capitano) |
| 7  | Irlanda (bandiera)     | A     | Mipo Odubeko             |
| 9  | Scozia (bandiera)      | C     | Jordan Rhodes            |
| 10 | Inghilterra (bandiera) | A     | Josh Koroma              |
| 11 | Inghilterra (bandiera) | C     | Rolando Aarons           |
| 12 | Inghilterra (bandiera) | C     | Reece Brown              |
| 14 | Inghilterra (bandiera) | D     | Josh Ruffels             |
| 15 | Scozia (bandiera)      | C     | Scott High               |
| 16 | Galles (bandiera)      | C     | Sorba Thomas             |

| N. |                        | Ruolo | Calciatore           |
| -- | ---------------------- | ----- | -------------------- |
| 19 | Stati Uniti (bandiera) | C     | Duane Holmes         |
| 20 | Inghilterra (bandiera) | D     | Oliver Turton        |
| 21 | Inghilterra (bandiera) | P     | Lee Nicholls         |
| 22 | Inghilterra (bandiera) | A     | Fraizer Campbell     |
| 23 | Senegal (bandiera)     | D     | Mouhamadou-Naby Sarr |
| 24 | Lussemburgo (bandiera) | A     | Danel Sinani         |
| 25 | Inghilterra (bandiera) | A     | Danny Ward           |
| 26 | Inghilterra (bandiera) | D     | Levi Colwill         |
| 28 | Irlanda (bandiera)     | C     | Danny Grant          |
| 29 | Inghilterra (bandiera) | D     | Aaron Rowe           |
| 31 | Inghilterra (bandiera) | P     | Ryan Schofield       |
| 32 | Inghilterra (bandiera) | D     | Tom Lees             |
| 42 | Australia (bandiera)   | P     | Nicholas Bilokapic   |